# Włodzimierz Bielak
Włodzimierz Bielak (ur. 20 marca 1968) – polski duchowny rzymskokatolicki, doktor habilitowany nauk teologicznych, wykładowca Wydziału Teologii KUL.

## Życiorys
W 1993 ukończył studia na Wydziale Teologii KUL. Święcenia kapłańskie przyjął 29 maja 1993 roku. Stopień doktora otrzymał w 2000 na podstawie pracy Wpływ devotio moderna na podręczniki dla duchowieństwa powstałe w środowisku Uniwersytetu Krakowskiego w I połowie XV wieku na macierzystym wydziale. Habilitację uzyskał w 2012 również na Wydziale Teologii KUL na podstawie rozprawy pt. Biskup i jego urząd w oczach średniowiecznych kronikarzy polskich. Jest nauczycielem akademickim w Instytucie Historii Kościoła i Patrologii WT KUL.